# Via Transilvanica

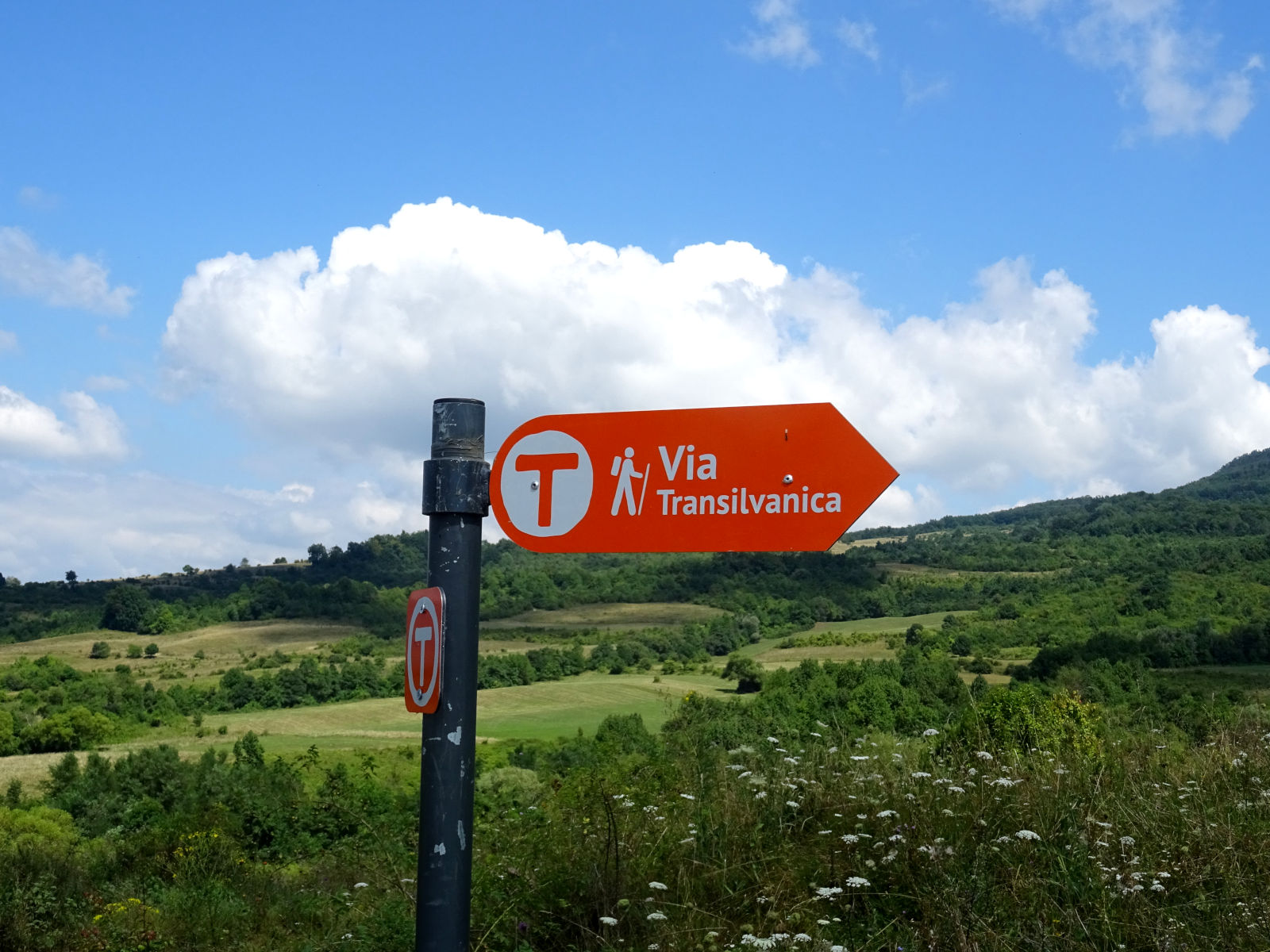

De Via Transilvanica is een gemarkeerd langeafstandswandelpad in Roemenië. Het pad door de regio's Transsylvanië, Boekovina en Banaat is 1428 kilometer lang. Het werd gecreëerd tussen 2018 en 2022. De Via Transilvanica loopt van Putna naar Drobeta-Turnu Severin. Het pad is een initiatief van de ngo Tășuleasa Social en kreeg in 2023 de Citizen Involvement and Awareness-prijs van Europa Nostra.